# Redouane El Guezzar
Redouane El Guezzar est un footballeur international marocain, né en 1950. Il évolue au poste d'attaquant de la fin des années 1960 au début des années 1980.
Formé au Maghreb de Fès où il effectue toute sa carrière, de 1966 à 1982, il remporte avec ce club le championnat du Maroc en 1979.
En équipe nationale, il gagne avec ses coéquipiers la Coupe d'Afrique des nations en 1976.

## Biographie
Redouane El Guezzar commence le football à l'âge de huit ans. Lors des jeux scolaires qu'il dispute avec le lycée Moulay Driss de Fès, il est repéré par l'entraineur des jeunes du Maghreb de Fès et intègre l'équipe minimes lors de la saison 1962-1963. Après avoir évolué avec toutes les équipes de jeunes du club, il rejoint l'équipe première lors de la saison 1966-1967 et devient titulaire lors de la saison 1968-1969. Lors de cette même année, il est appelé pour la première fois en équipe nationale espoirs.
Lors de la saison 1968-1968, sa participation au tournoi maghrébin avec le MAS lui vaut d'être appelé en équipe nationale avec laquelle il s'entraine dans le cadre de la préparation à la Coupe du monde 1970. Avec l'équipe nationale, Il remporte ensuite la Coupe d'Afrique des Nations en 1976. Il dispute lors de cette compétition trois rencontres pour un but inscrit.

## Sélections en équipe nationale

### Matchs "A"
1. 24/11/1974 Maroc - Gambie à Casablanca 3 - 0 Elim. CAN 1976……….1 But
2. 07/12/1974 Gambie vs Maroc à Banjul 0 - 3 Elim. CAN 1976……………1 But
3. 02/03/1975 Casablanca : Maroc vs Tunisie 0 - 0 Amical
4. 22/03/1975 Maroc vs Sénégal à Fès 4 - 0 Elim. CAN 1976………………1 But
5. 13/04/1975 Sénégal - Maroc à Kaolack 2 - 1 Elim. CAN 1976
6. 13/07/1975 Maroc vs Ghana à Casablanca 2 - 0 (6-5 TAB) Elim. CAN 1976
7. 06/09/1975 : Alger : Maroc - Tunisie 1 - 1 (3-4p) Classement J.M 1975
8. 09/03/1976 Egypte - Maroc à Addis Abeba 1 - 2 2°Tour CAN 1976
9. 11/03/1976 Nigeria - Maroc à Addis Abeba 1 - 2 2°Tour CAN 1976…………1 But
10. 14/03/1976 Guinée - Maroc à Addis Abeba 1 - 1 2°Tour CAN 1976
11. 09/01/1977 Tunisie - Maroc à Tunis 1 - 1 (4 - 2 TAB) Elim. CM 1978
12. 09/12/1977 Irak vs Maroc à Baghdad 3 - 0 Amical

### Matchs olympiques et "B"
1. 23/02/1975 : Casablanca : Maroc vs Libye 2 - 1 Elim. JO 1976
2. 14/03/1975 : Benghazi Libye vs Maroc 0 - 1 Elim. JO 1976
3. 04/09/1975 : Alger : Maroc - France "B" 1 - 1 (3-4p)  Demi-finale J.M 1975
4. 14/12/1975 Casablanca : Maroc vs Tunisie 1 - 0 Elim. JO 1976

## Palmarès
- Champion du Maroc en 1979 avec le Maghreb de Fès.
- Vainqueur de la Coupe du Trône en 1980 avec le Maghreb de Fès.
- Vainqueur de la Coupe d'Afrique des Nations en 1976 avec le Maroc.